# 介護のほんね
介護のほんね（かいごのほんね）は、株式会社メドレーによって運営されている、口コミや評判で探せる介護施設や老人ホームの検索サイト。

## 概要
日本全国の特別養護老人ホーム、グループホーム、有料老人ホーム、サービス付き高齢者向け住宅などの入居系介護施設が、2015年4月現在で約40,000件掲載されており、各施設についての体験談口コミを掲載している。フリーダイヤル窓口を用意しており入居相談も可能。
かつて運営元であったプラチナファクトリー株式会社は、2014年4月にグリー株式会社の100%子会社として設立されたが、2015年4月に株式会社メドレーが全株式を取得し100%子会社とした。同年7月に株式会社メドレーが吸収合併している。
運営側は、介護施設の利用者と家族および施設関係者など多様な立場からの「生の声」「口コミ」を掲載するとしている。

### 閲覧項目
- 居室/設備
- 行事/イベント
- 費用/価格
- 料理/食事
- 施設の雰囲気
- 介護/看護/医療体制
- 周辺環境/アクセス